# Roman Romanenko
Roman Yurievich Romanenko (em russo:  Роман Юрьевич Романенко; Shchyolkovo, 9 de agosto de 1971) é um ex-cosmonauta da Rússia. Um veterano de duas missões de longa duração no espaço, ele é filho do cosmonauta Yuri Romanenko.

## Biografia
Graduado pela escola militar Suvorov de Leningrado (hoje São Petersburgo), em 1988 ele entrou para a Escola da Força Aérea de Chernigov, onde foi qualificado como piloto-engenheiro em 1992. Nos anos seguintes, serviu na Força Aérea Russa acumulando quinhentas horas de voo em diversos tipos de aeronaves.
Em 1997 foi selecionado para treinamento como cosmonauta pelo Centro de Treinamento de Cosmonautas Yuri Gagarin, na Cidade das Estrelas, próximo a Moscou e passou os dois anos seguintes em treinos, qualificando-se como cosmonauta de testes em novembro de 1999.  
Servindo como reserva de comando das missões Soyuz TMA-10 e da Expedição 15 à ISS, em 2007, Romanenko subiu ao espaço como comandante, em sua primeira missão espacial, da missão Soyuz TMA-15, lançada do Cosmódromo de Baikonur em 27 de maio de 2009, e fez parte das Expedições 20 e 21 da Estação Espacial Internacional, como engenheiro de voo, permanecendo em órbita até novembro de 2009. Após seu retorno, foi condecorado com Herói da Rússia.
Romanenko foi lançado pela segunda vez ao espaço em 19 de dezembro de 2012, no comando da Soyuz TMA-07M, para integrar a tripulação das Expedições 34 e 35 na ISS, e retornou em 14 de maio de 2013 na mesma nave, depois de quase seis meses em órbita, pousando suavemente nas estepes do Casaquistão. 